# Pirmin Lang
Pirmin Lang (* 25. November 1984 in Dagmersellen) ist ein ehemaliger Schweizer Radrennfahrer, der Cross- und Strassenrennen bestritt.
Pirmin Lang wurde 2002 Vizemeister bei der Schweizer Querfeldeinmeisterschaft in der Juniorenklasse. 2004 wurde er Vizemeister in der U23-Klasse, und 2006 konnte er diesen Erfolg in Meilen wiederholen. Sein Bruder René Lang wurde 2004 Schweizer Meister der Junioren. In der Cyclocross-Saison 2007/08 konnte Lang den International Grand Prix Cyclocross Moos-Sion-Valais für sich entscheiden.
2010 gewann Lang die Meisterschaft von Zürich, im Jahr darauf den Antwerpse Havenpijl und die Berner Rundfahrt. 2012 entschied er jeweils eine Etappe des irischen Rennens An Post Rás und des französischen Rennens Boucles de la Mayenne für sich. 2016 wurde er nationaler Vizemeister im Strassenrennen.
Im Februar 2020 gab Lang zu, während seiner Zeit als Aktiver bis 2017 Teil des durch die Operation Aderlass aufgedeckten Dopingnetzwerks gewesen zu sein.

## Erfolge
2007
- International Grand Prix Cyclocross Moos-Sion-Valais, Sion

2010
- Meisterschaft von Zürich

2011
- Antwerpse Havenpijl
- Berner Rundfahrt

2012
- eine Etappe An Post Rás
- eine Etappe Boucles de la Mayenne